# Edward Stafford
Edward Stafford, 3.er duque de Buckingham, KG (3 de febrero de 1478 - 17 de mayo de 1521) fue un noble inglés. Hijo de Henry Stafford, II duque de Buckingham, y de Lady Catalina Woodville, hija de Ricardo Woodville (1.er conde de River) y cuñada del rey Eduardo IV.

## Biografía

### Nacimiento e infancia
Stafford nació en el castillo de Brecknock, en Gales. Su padre fue detenido y ejecutado por rebelarse contra el rey Ricardo III en 1483, cuando Edward tenía cinco años. Dos años más tarde, cuando el rey Enrique VII ascendió al trono, la proscripción se revocó y la tutela del joven duque de Buckingham, junto con todas sus tierras, fue dada a la madre del rey: la condesa de Richmond y Derby. (Una posible razón para la revocación de la proscripción es que Buckingham era primo hermano de la esposa del rey: la reina Isabel de York).

### Vida en la corte
Siendo joven, Buckingham fue nombrado Caballero de la Jarretera (1495), y ejerció diversos papeles ceremoniales en la corte de Enrique VII. Obtuvo incluso más honores tras el ascenso al trono de Enrique VIII: Buckingham fue el Gran Mayordomo en la coronación del rey en 1509, y en ella portó la corona del rey, y en 1514 se convirtió en condestable
Buckingham cayó en desgracia ante el Rey en 1510, cuando descubrió que el rey estaba teniendo una aventura con la condesa de Huntingdon, hermana del duque y esposa del I conde de Huntingdon. Fue llevada a un convento situado a cien kilómetros de la corte. Hay algunas sugerencias de que el asunto continuó hasta 1513. Sin embargo, volvería a gozar del favor real, y estaría presente en la boda de la hermana de Enrique VIII, serviría en el parlamento y estaría presente en las negociaciones con Francisco I de Francia y Carlos V, emperador del Sacro Imperio Romano Germánico.

### Juicio y ejecución
Buckingham, con sangre Plantagenet y numerosas conexiones tanto por descendencia como por matrimonio con el resto de la aristocracia, se convirtió en sospechoso ante Enrique VIII. Durante 1520, hubo rumores de Buckingham realizaba acciones potencialmente traidoras con ánimo de usurpar el trono, y Enrique VIII autorizó una investigación. El rey examinó personalmente a los testigos de cargo, y se realizó una recopilación de pruebas suficientes para realizar un juicio.
El duque fue convocado finalmente para presentarse en la corte en abril de 1521; sería arrestado y encerrado en la Torre de Londres, juzgado por un tribunal de 17 pares, acusado de escuchar profecías acerca de la muerte del rey y de tener intención de matar al rey. A pesar de que las pruebas no eran concluyentes, Enrique VIII estaba decidido a eliminar a cualquier aspirante rival al trono, pues aún no tenía descendencia masculina, y por lo tanto la dinastía Tudor aún no se había afianzado.
Buckingham fue ejecutado en la torre el 17 de mayo. Su juicio fue póstumamente revisado por decreto del parlamento el 31 de julio de 1523.

## Familia y descendencia
En diciembre de 1489, Enrique VII aceptó 4000 libras del erario de Henry Percy, 4.º conde de Northumberland de manos de Buckingham por la hija mayor del conde: Lady Alianore (Eleanor) Percy. De este matrimonio nacieron cuatro hijos:
- María, (nacida ca. 1494), que se casó con el 5.º Barón Bergavenny; serían padres de María Nevill, la baronesa Dacre.
- Elizabeth Sttaford, duquesa de Norfolk, (1497 - 30 de noviembre de 1558), que se casó con el 3.er duque de Norfolk.
- Catherine, (ca. 1499 - 14 de mayo de 1555) esposa del cuarto conde de Westmorland.
- Henry Stafford, I Barón Stafford (18 de septiembre de 1501 - 30 de abril de 1563).
- Edward.

También se le atribuyen dos hijos ilegítimos:
- Margaret Stafford (ca. 1511 - 25 de mayo de 1537). Una fuente dice que se casó en primer lugar con William Cheney, y en segundo lugar con John Bulmer. Una segunda fuente dice que se casó con su pupilo Thomas Fitzgerald, el hijo del 9.º conde de Kildare.
- John Henry Stafford

Buckingham era uno de los nobles más ricos de Inglaterra. Una de sus residencias principales era Thornbury, que había sido de la familia desde 1087. En 1508, se le concedió permiso para convertir la casa en castillo. En 1511, Enrique VIII le concedió otros 1000 acres (4,0 km²) de tierra en la zona. La transformación de la casa en castillo no se llevaría a término, pues antes tuvo lugar la ejecución de Edward Stafford.